# Повний безлад
«Повний безлад» (англ. Mere Anarchy)  — збірка есеїв Вуді Аллена, що вийшла 2007 року у видавництві Ebury Press.

## Про книжку
До збірки есеїв увійшли 18 оповідань. Збірка вийшла через 2007 року, через 27 років після виходу його попередньої збірки оповідань.

## Анотація
Геніальний кіномайстер інтелектуальної комедії, цинічних пародій та гумору на межі фолу, Вуді Аллен залишається собою і у своїх карколомних літературних творах. Збірка короткої прози «Повний безлад» вразить читача неповторністю авторської мови, нестримною фантазією, тонким — хоча подекуди й мізантропічним — аналізом людської психіки та психології. І, звісно! Чорний гумор — додається, інколи надмірними порціями. Оповідання, есеї, короткі замальовки — і в кожному творі сарказм, що межує з абсурдом, та хитромудрі пара-
докси. «Людині підвладне все, — ніби переконує Вуді Аллен, — зокрема, й підкорення вершин світової дурості».

## Зміст
1. Людині властиво помилятися, божеству — літати
2. Викуп по-індійськи
3. Семе, ти щось занадто напарфумив свої сподні
4. Потрібен майстер пера
5. Крізь терни до зірок
6. Няню найдорожча
7. Мила моя, твій смак просто вбиває
8. Слава Тобі, Господи, продано!
9. Хто високо літає, той низько падає
10. Відмова
11. Співайте, віденці мої солодкі
12. У день понурий ти побачиш вічність
13. До уваги геніїв: розрахунок лише готівкою
14. Сила тяжіння
15. Жорсткий вирок у справі про матраци
16. Так їв Заратустра
17. Сенсаційні свідчення на процесі Діснея
18. Закон Пінчука

## Український переклад
2018 року у «Видавництві Старого Лева» вийшов український переклад збірки під назвою «Повний безлад».